# OSIRIS-REx
OSIRIS-REx (The Origins, Spectral Interpretation, Resource Identification, Security, Regolith Explorer) er en NASA rummission der skal studere asteroiden (101955) Bennu og returnere en prøve af den til Jorden i 2023. OSIRIS-REx er den tredje planetarre rummission efter Juno og New Horizons. Det forventes at prøven fra den formodet kulstofrige asteroide kan fortælle forskerne om udviklingen af solsystemet og evt. organiske komponenter, der har ført til livet på Jorden.
Akronymet OSIRIS blev valgt som den gamle ægyptiske gud for underverden. Rex der betyder 'Konge' blev valgt, da missionen udforsker Bennu, der er en potentiel trussel mod Jorden og livet herpå.
Rumsonden blev opsendt fra Cape Canaveral, Florida den 8. september 2016. I september 2017 foretog den en forbiflyvning om Jorden, en gravitationel slynge, for at få mere fart på. OSIRIS-REx vil være fremme ved Bennu i august 2018, hvor landingsprocedurerne påbegyndes. Selve landingen forventes at finde sted i december 2018.

## Eksterne links
- About OSIRIS-REx NASAs officielle hjemmeside, (Engelsk)

| Astronomi | Spire Denne artikel om astronomi er en spire som bør udbygges. Du er velkommen til at hjælpe Wikipedia ved at udvide den. |